# 5756 Wassenbergh
Az 5756 Wassenbergh (ideiglenes jelöléssel 6034 P-L) a Naprendszer kisbolygóövében található aszteroida. Cornelis Johannes van Houten,  Ingrid van Houten-Groeneveld,  Tom Gehrels fedezte fel 1960. szeptember 24-én.